# Bojos per Molière
Bojos per Molière és una sèrie de televisió català de TV3 que gira l'entorn d'uns alumnes de l'Institut del Teatre. Ambientada als anys noranta a Barcelona, la sèrie és una comèdia dramàtica coral i consta de vuit capítols.
Creada, escrita i dirigida per Héctor Lozano, es va estrenar el 30 de gener del 2023.

## Repartiment

### Principal
- Elisabet Casanovas com a Kàtia
- Albert Salazar com a Ferran Bonamusa
- Ferran Rull com a Eloi Llonch Colomer
- Rosa Gàmiz com a Montse Colomer, la mare de l'Eloi

amb la col·laboració especial de
- Jordi Martínez com a pare de la Kàtia, "el director"
- Pere Arquillué com a Arnau Bonamusa

### Secundari
- Alejandro Bordanove com a Robert Frach "Rem"
- Martina Roura com a Júlia Font
- Marc Balaguer com a Víctor Guerau

amb la col·laboració especial de
| - Carme Pla com a Laura Fortuny - Jordi Vidal com a Néstor Vives - Guillem Balart com a Max Galvany - Boris Ruiz com a Joan Ramon Codinach "Pitu" - Pau Escobar com a Roger Llonch Colomer, germà gran de l'Eloi - Lluís Català com a Toni Llonch Colomer, germà petit de l'Eloi - Sandra Monclús com a Gisela - Quimet Pla com a Manel, l'avi de l'Eloi - Fina Rius com a Eulàlia - Àngela Jové com a Rosita, l'àvia de l'Eloi - Colette Casas com a Àgata | - David Selvas com a Eudald Garriga - Alex Sanz - Albert Ribalta com a pare d'en Rem - Àlvar Triay com a Juanan - Angie Savall com a Rosario - Teresa Sánchez - Jaume Ulled - Pere Eugeni Font com a capità Freire - Carles Bigorra - Lluís Altés | - Rosa Renom - Àngel Roldan - Rita Ané - Joan Sentís - David Bagés com a Barnils - Adrià Buró - Toni Climent - Albert Adrià - Rafa Valls - Javier Oliveras - Pol Riera |

## Episodis
| Núm. total | Núm. de la temporada | Títol       | Direcció      | Guió          | Data d'emissió original | Espectadors (milions) |
| --- | -------------------- | ----------- | ------------- | ------------- | ----------------------- | --------------------- |
| 1 | 1                    | «Capítol 1» | Héctor Lozano | Héctor Lozano | 30 de gener de 2023     | 345.000 (15,7%)       |
| Sis joves es presenten a les proves d'accés a l'Institut del Teatre. No es coneixen encara, però acabaran sent companys de classe els propers quatre anys. La que ho tindrà més complicat serà la Kàtia, que es presenta amb un exercici de titelles. |                      |             |               |               |                         |                       |
| 2 | 2                    | «Capítol 2» | Héctor Lozano | Héctor Lozano | 30 de gener de 2023     | 274.000 (15,7%)       |
| El Ferran i el Rem volen presentar una escena còmica davant de la resta d'alumnes. Quan ho preparen, l'Eloi, que els dirigeix, s'adona que la seva vis còmica no és suficient. La Kàtia rep una bona notícia de la Laura Fortuny, professora de Titelles. La Júlia i el Víctor omplen la sol·licitud de beca d'estudis a Itàlia. L'Eloi té problemes amb el seu germà gran.                               |                      |             |               |               |                         |                       |
| 3 | 3                    | «Capítol 3» | Héctor Lozano | Héctor Lozano | 6 de febrer de 2023     | 285.000 (12,7%)       |
| L'Arnau Bonamusa no té invitacions per al Ferran per a l'estrena de "L'avar". El Ferran farà el possible per trobar-ne, humiliat per l'actitud del seu pare. La Kàtia fa costat al Rem, que està pendent de si el Max li fa un càsting per a un espectacle. L'Eloi intenta aconseguir diners per passar la setmana, encara que hagi de prendre una decisió difícil.                                       |                      |             |               |               |                         |                       |
| 4 | 4                    | «Capítol 4» | Héctor Lozano | Héctor Lozano | 13 de febrer de 2023    | 303.000 (13,4%)       |
| La Kàtia es proposa enamorar el Ferran per demostrar-li que l'amor no es pot controlar, però els seus plans no li sortiran del tot bé. L'Eloi està fart de no tenir parella i surt en busca de noves aventures. |                      |             |               |               |                         |                       |
| 5 | 5                    | «Capítol 5» | Héctor Lozano | Héctor Lozano | 20 de febrer de 2023    | 227.000 (10,7%)       |
| El Ferran rep un avís del Ministeri de Defensa: s'ha d'incorporar immediatament al servei militar. Farà el possible per salvar-se de la mili¿ La Kàtia està afectada per la carrera de dansa a la qual va renunciar quan era petita. El Rem perd la feina a la carnisseria i l'Eloi no aconsegueix contactar amb el noi amb qui va lligar. El grup assisteix a una manifestació antimili que no acaba bé. |                      |             |               |               |                         |                       |
| 6 | 6                    | «Capítol 6» | Héctor Lozano | Héctor Lozano | 27 de febrer de 2023    | 236.000 (10,6%)       |
| El Rem no aconsegueix afinar bé la cançó que ha de preparar per a classe de Cant. El Néstor es nega a ajudar-lo, però finalment cedirà. El Ferran està fotut perquè no ha aconseguit una beca, mentre que el Víctor i la Júlia estan contents, per fi veuen recompensats els seus esforços. L'Eloi té una gran sorpresa familiar.                                                                         |                      |             |               |               |                         |                       |
| 7 | 7                    | «Capítol 7» | Héctor Lozano | Héctor Lozano | 6 de març de 2023       | 203.000 (9,1%)        |
| Festa a casa del Ferran. L'Arnau s'hi presenta i dona la nota. L'Eloi li dona un bon consell al Rem per aconseguir diners i pagar-se els estudis. La Kàtia té ganes de recuperar la relació amb el Ferran. L'Arnau Bonamusa té un problema greu i no pot sortir a l'escenari a actuar. El Ferran i la Júlia l'ajudaran.                                                                                   |                      |             |               |               |                         |                       |
| 8 | 8                    | «Capítol 8» | Héctor Lozano | Héctor Lozano | 13 de març de 2023      | 167.000 (7,7%)        |
| El grup s'organitza per fer una actuació en el sopar espectacle d'una empresa. Tot sembla anar bé fins que el propietari que els contracta atura la funció. Si volen cobrar, hauran d'adaptar-se a les seves exigències i a les del públic. Un gir del destí fa que tot se solucioni de manera inesperada.                                                                                                |                      |             |               |               |                         |                       |